# Xã Pine Mountain, Quận Faulkner, Arkansas
Xã Pine Mountain (tiếng Anh: Pine Mountain Township) là một xã thuộc quận Faulkner, tiểu bang Arkansas, Hoa Kỳ. Năm 2010, dân số của xã này là 3.701 người.